# HOTOL

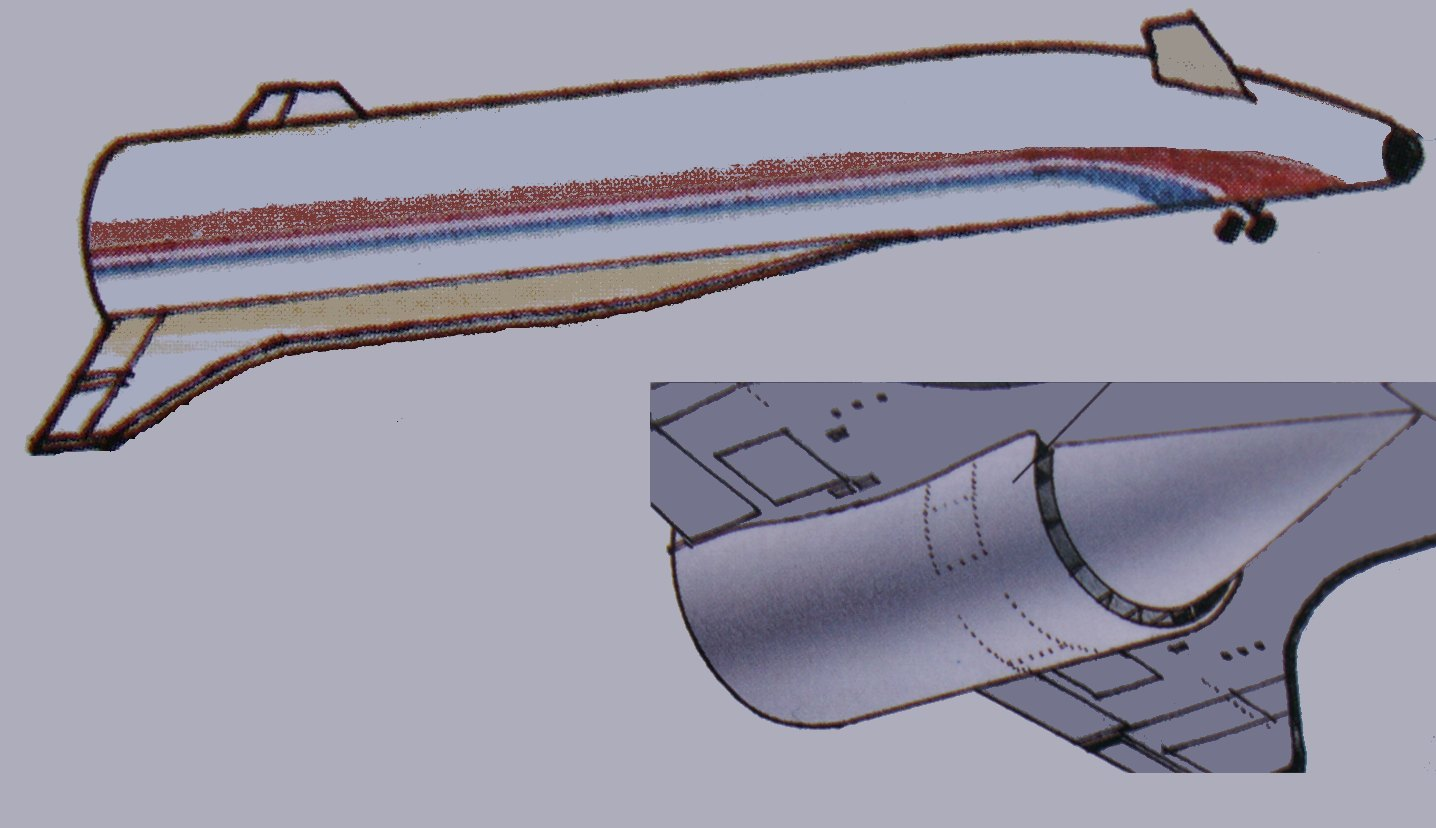
HOTOL

HOTOL (Horizontal Take-off and Landing Satellite Launcher) war ein Projekt aus dem Jahr 1984 eines britischen Raumflugzeuges, das horizontal mit luftatmenden Triebwerken starten sollte. Vorbild war eine ursprünglich von Eugen Sänger konzipierte und später nach diesem benannte Raumgleiter-Studie, an der die Firma Junkers von 1961 bis 1974 gearbeitet hatte. HOTOL sollte 62 m lang werden, eine Spannweite von 19,7 m haben, 196 Tonnen wiegen und eine Nutzlast von sieben Tonnen in einen niedrigen Erdorbit befördern können. Die Europäische Weltraumorganisation (ESA) bevorzugte das weitaus einfachere Projekt Hermes.
Einige der Entwickler von HOTOL gründeten die Firma Reaction Engines und entwickelten einen Nachfolger namens Skylon mit neuem Triebwerk und modernen Materialien, der sehr kostengünstig bis zu zwölf Tonnen Nutzlast zur ISS oder in den Orbit transportieren sollte, dessen Entwicklung jedoch ebenfalls abgebrochen wurde.